# Swartzia buntingii
Swartzia buntingii är en ärtväxtart som beskrevs av John Macqueen Cowan. Swartzia buntingii ingår i släktet Swartzia och familjen ärtväxter. Inga underarter finns listade i Catalogue of Life.